# Robert Stigell
Robert Stigell (Suomenlinna, 14 mei 1852 – Helsinki, 1 december 1907) was een Fins-Zweedse beeldhouwer. Zijn beroemdste sculptuur is het 4,5 meter hoge bronzen scheepswrakbeeld Haaksirikkoiset (Fins voor 'De schipbreukeling') uit 1897 dat zich bevindt op de rotsachtige heuvel Tähtitorninvuori in Ullanlinna, een zuidelijk stadsdeel van Helsinki.
Stigells ouders waren zeekapitein Alexander Mury en Carolina Wilhelmina Hidström. Nadat zijn moeder met steenhouwer Henrik Johan Stigell trouwde, kreeg Robert de achternaam van zijn stiefvader. Op 15-jarige leeftijd werd hij naar Sint-Petersburg gestuurd om steenhouwer te worden en te leren tekenen. In 1869-1870 volgde hij tekenlessen aan de Academie voor Schone Kunsten Helsinki en studeerde vervolgens van 1872 tot 1876 aan de Accademia di San Luca in Rome en van 1876 tot 1878 aan de École nationale supérieure des beaux-arts in Parijs. Stigell woonde bijna twintig jaar in de Franse hoofdstad.
Door zijn tijd in Rome zijn Stigells werken vaak beïnvloed door het realisme en de barok.

## Galerij

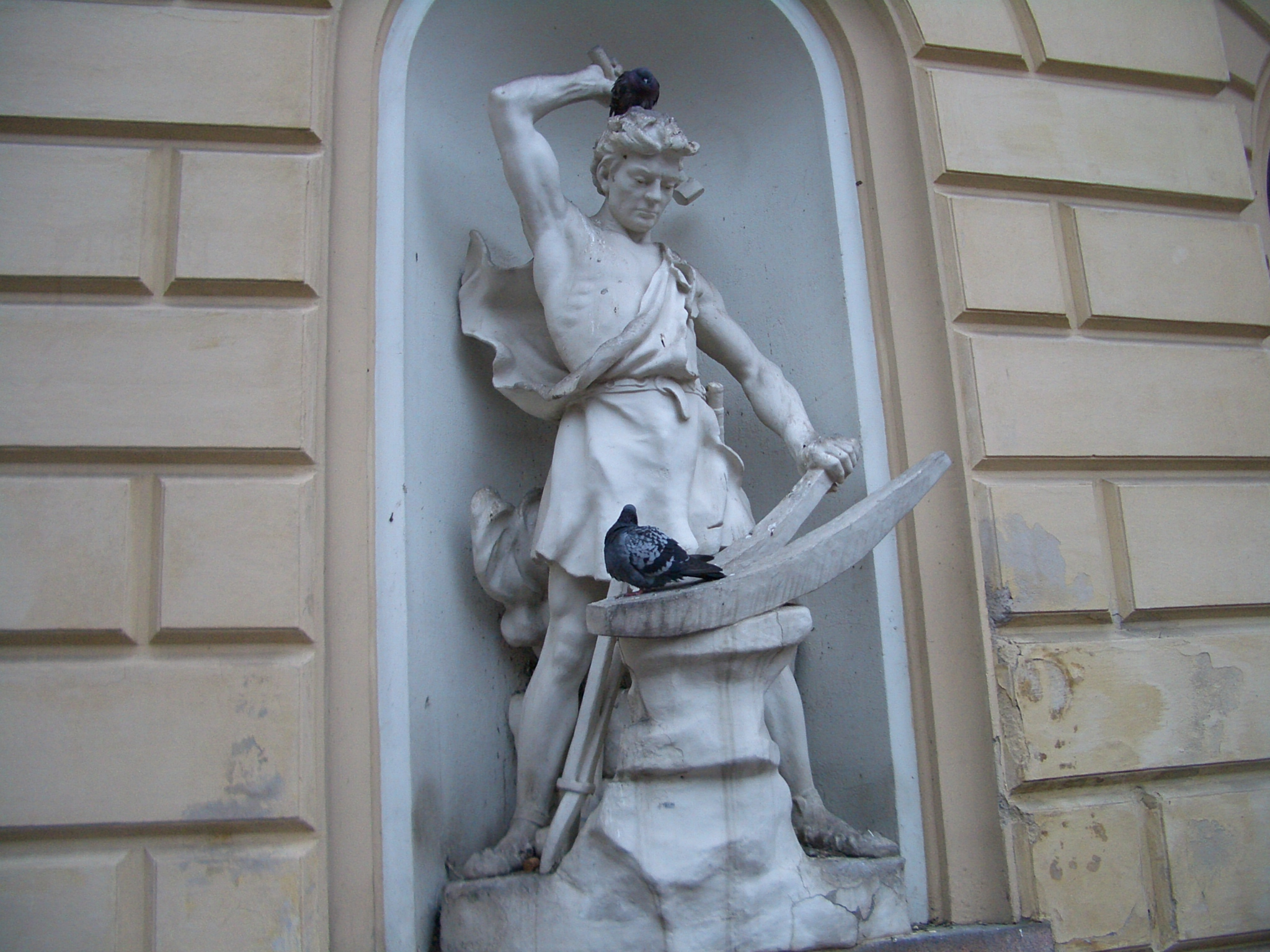
Ilmarinen, 1888.
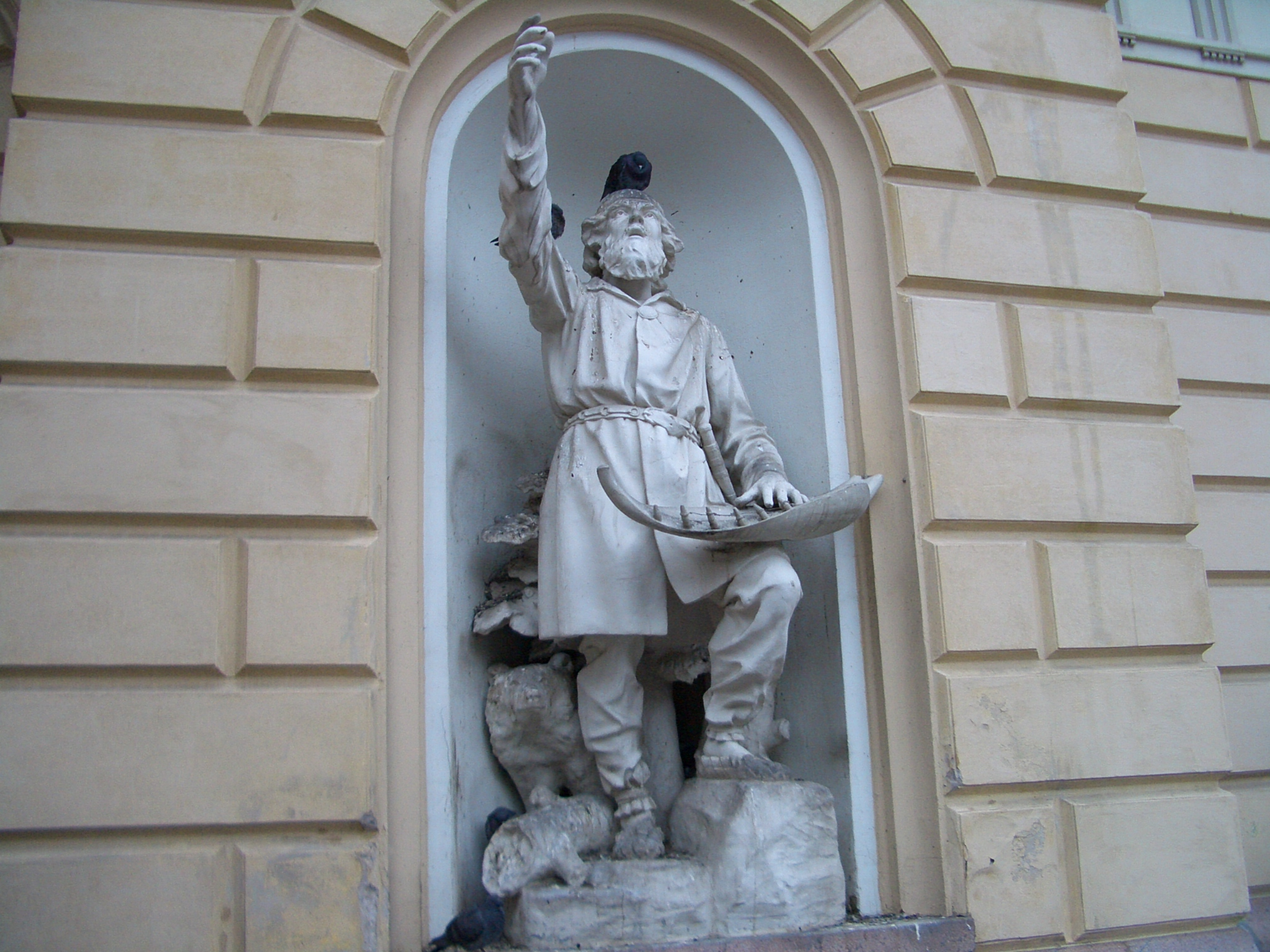
Väinämöinen, 1888.
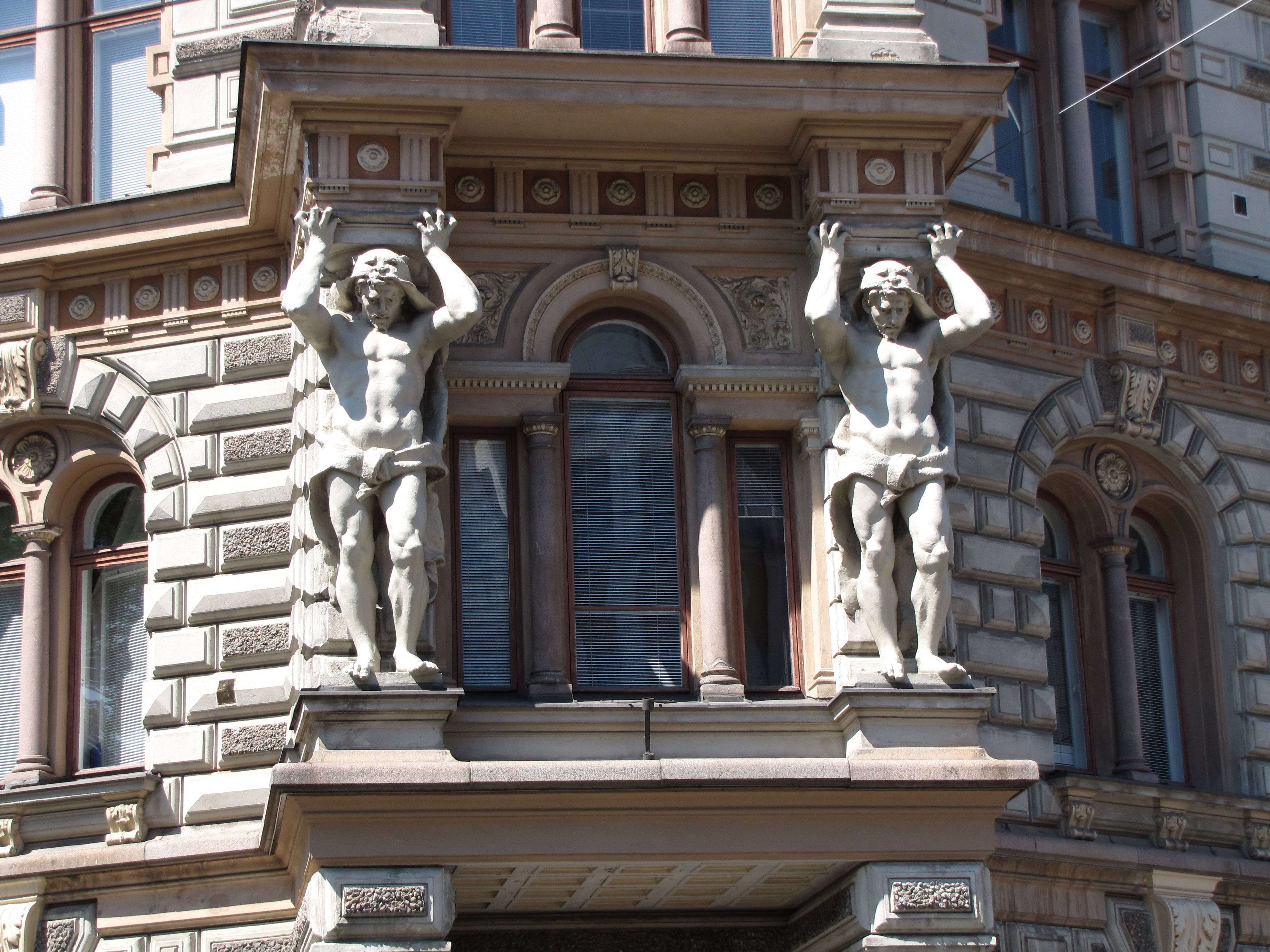
Atlantit, 1889.
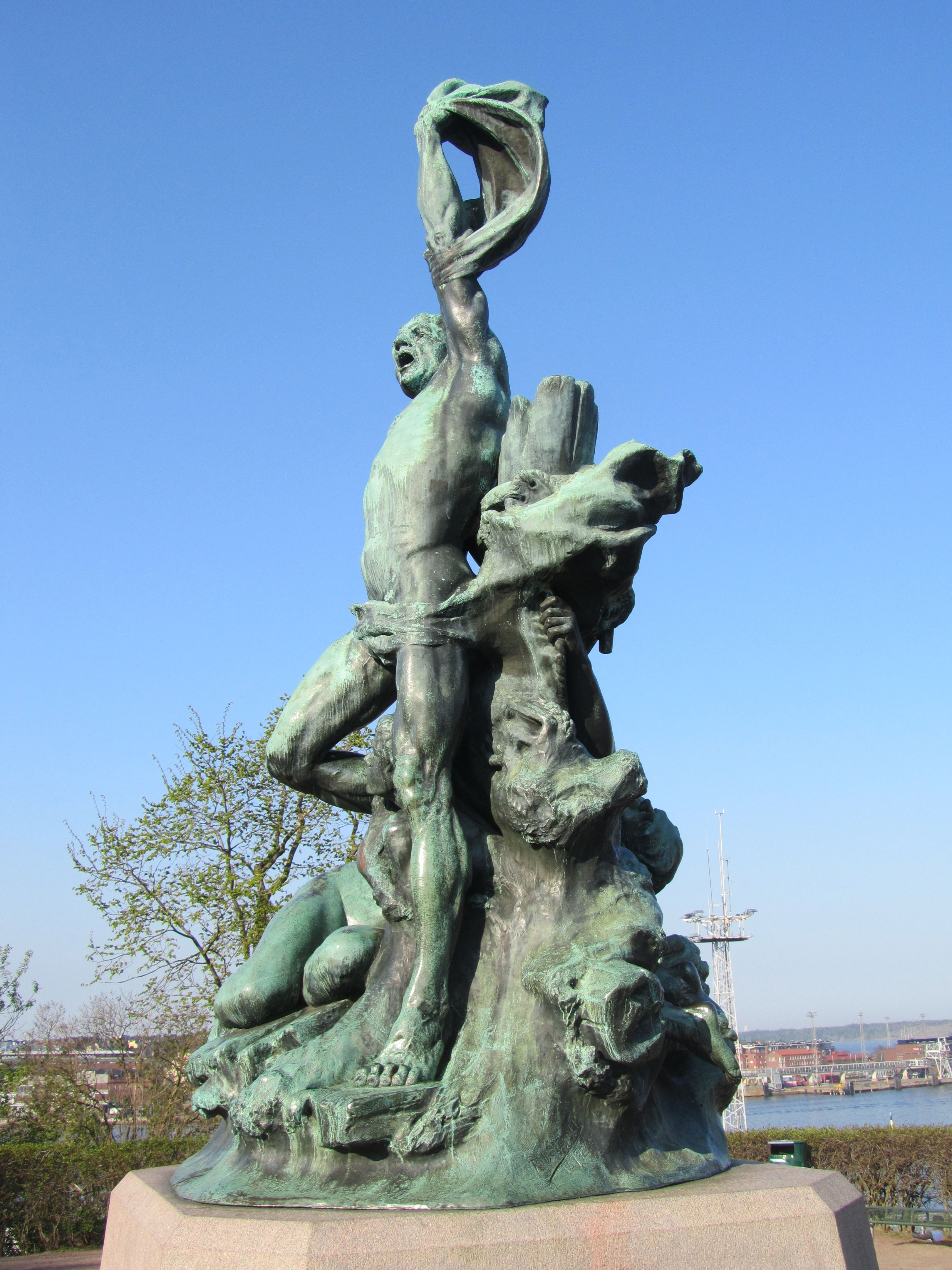
Haaksirikkoiset, 1898.

- International Standard Name Identifier: 0000 0000 7066 9026
- Library of Congress Control Number: no2009132028
- Virtual International Authority File: 96888978
- WorldCat: E39PBJwmWFwwD3kJBHk3QbymVC